# L'Enzinet
L'Enzinet és una serra situada entre els municipis de Guardiola de Berguedà i de Sant Julià de Cerdanyola a la comarca del Berguedà, amb una elevació màxima de 1.283 metres.